# Here on My Own (Lighter Shade of Blue)
A Here on My Own (Lighter Shade of Blue) a Sweetbox második kislemeze a Jade című albumról. Az albumon Lighter Shade of Blue címen szerepel, a kislemez azonban már a hosszabb címén jelent meg. A dal a 90. helyig jutott a német slágerlistán, összesen négy hetet töltött a listán.
A Jade (Silver Edition) című albumon megtalálható a dal akusztikus változata és az európai változat, amely a kislemezváltozattal azonos, valamint a videóklip. Remixe, mely a kislemezen is megtalálható, felkerült a Best of 12" Collection című remixalbumra.
A dal videóklipjét Oliver Sommer rendezte.

## Számlista
CD maxi kislemez
1. Here on My Own (Lighter Shade of Blue) (Radio Version) – 3:35
2. Here on My Own (Lighter Shade of Blue) (Japanese Album Version) – 3:49
3. Here on My Own (Lighter Shade of Blue) (H-Run/Dadas Remix) – 3:20
4. Here on My Own (Lighter Shade of Blue) (Instrumental Version) – 3:35
5. One Kiss (Acoustic Version) – 3:18

## Helyezések
| Slágerlista (2003)  | Legmagasabb helyezés |
| ------------------- | -------------------- |
| Német kislemezlista | 90                   |